# Tuffi ai Giochi della XVIII Olimpiade - Piattaforma 10 metri maschile
Il concorso dei tuffi dalla piattaforma 10 metri maschile dei Giochi olimpici di Tokyo 1964 si è svolto dal 16 ottobre al 18 ottobre del 1964. Hanno partecipato 32 atleti, provenienti da 16 differenti nazioni. Gli atleti che hanno ottenuto i migliori otto punteggi nel turno preliminare si sono qualificati alla finale che ha attribuito le medaglie.
La medaglia d'oro è stata vinta dallo statunitense Robert Webster, che ha bissato il successo ottenuto quattro anni prima ai Giochi olimpici di Roma 1960. La medaglia d'argento è stata vinta dall'italiano Klaus Dibiasi, mentre quella di bronzo dallo statunitense Tom Gompf.

## Formato
La competizione è stata divisa in due fasi:
1. Preliminare (12–13 ottobre)
I tuffatori hanno eseguito sei tuffi obbligatori con limiti di difficoltà ed un tuffo libero senza limiti di difficoltà. I migliori otto atleti hanno avuto accesso alla fase di finale.
2. Finale (14 ottobre)
I tuffatori hanno eseguito tre tuffi liberi senza limiti di difficoltà.

La classifica finale è stata determinata dalla somma dei punteggi del turno preliminare e della finale.

## Risultati

### Preliminare
| Pos.    | Atleta           | Nazione          | Totale             | Tuffi              | Tuffi              | Tuffi              | Tuffi              | Tuffi              | Tuffi              | Tuffi              |
| Pos.    | Atleta           | 1º               | Totale             | 2º                 | 3º                 | 4º                 | 5º                 | 6º                 | 7º                 |                    |
| ------- | ---------------- | ---------------- | ------------------ | ------------------ | ------------------ | ------------------ | ------------------ | ------------------ | ------------------ | ------------------ |
| Oro     | Klaus Dibiasi    | Italia           | 97,62              | 11,36              | 11,52              | 14,25              | 13,49              | 12,96              | 16,10              | 17,94              |
| Argento | Viktor Palagin   | Unione Sovietica | 94,77              | 10,08              | 12,96              | 13,49              | 16,32              | 11,20              | 13,30              | 17,42              |
| Bronzo  | Toshio Otsubo    | Giappone         | 94,32              | 10,72              | 12,24              | 11,20              | 13,49              | 13,49              | 14,72              | 18,46              |
| 4       | Brian Phelps     | Gran Bretagna    | 93,85              | 11,84              | 12,54              | 12,35              | 10,40              | 12,42              | 15,84              | 18,46              |
| 5       | Roberto Madrigal | Messico          | 93,82              | 9,45               | 12,78              | 11,78              | 12,16              | 11,25              | 17,94              | 18,46              |
| 6       | Robert Webster   | Stati Uniti      | 93,18              | 12,16              | 13,30              | 14,06              | 11,20              | 12,96              | 17,25              | 12,25              |
| 7       | Tom Gompf        | Stati Uniti      | 92,79              | 9,60               | 13,68              | 12,06              | 10,65              | 11,70              | 16,90              | 18,20              |
| 8       | Rolf Sperling    | Germania         | 92,24              | 9,76               | 12,24              | 12,54              | 16,33              | 11,36              | 13,11              | 16,90              |
| 9       | Gerd Völker      | Germania         | 91,62              | 9,10               | 15,64              | 12,54              | 12,16              | 11,36              | 14,96              | 15,86              |
| 10      | Luis Niño        | Messico          | 91,46              | 7,84               | 16,79              | 12,73              | 12,54              | 12,00              | 11,88              | 17,68              |
| 11      | Shunsuke Kaneto  | Giappone         | 91,31              | 10,08              | 10,98              | 12,92              | 13,11              | 10,88              | 16,33              | 17,01              |
| 12      | Igor' Lobanov    | Unione Sovietica | 91,22              | 12,92              | 13,87              | 11,16              | 15,87              | 12,24              | 9,30               | 15,86              |
| 13      | Viktor Pogozhev  | Unione Sovietica | 90,73              | 11,34              | 10,88              | 11,52              | 12,42              | 14,49              | 12,92              | 17,16              |
| 14      | Yosuke Arimitsu  | Giappone         | 90,56              | 11,04              | 10,40              | 13,49              | 11,78              | 15,41              | 12,06              | 16,38              |
| 15      | Klaus Konzorr    | Germania         | 90,08              | 10,72              | 12,92              | 13,11              | 14,49              | 12,42              | 10,56              | 15,86              |
| 16      | Anthony Kitcher  | Gran Bretagna    | 89,95              | 11,04              | 12,73              | 10,08              | 11,88              | 15,18              | 12,92              | 16,12              |
| 17      | Kurt Mrkwicka    | Austria          | 89,10              | 10,56              | 12,54              | 13,11              | 11,88              | 14,49              | 10,40              | 16,12              |
| 18      | Álvaro Gaxiola   | Messico          | 87,07              | 7,35               | 11,40              | 11,78              | 12,06              | 9,90               | 17,68              | 16,90              |
| 19      | Louis Vitucci    | Stati Uniti      | 86,40              | 10,50              | 13,87              | 14,25              | 0,00               | 14,04              | 17,42              | 16,32              |
| 20      | Søren Svejstrup  | Danimarca        | 85,36              | 10,26              | 11,78              | 13,40              | 14,72              | 10,24              | 9,60               | 15,36              |
| 21      | József Dóra      | Ungheria         | 84,62              | 11,52              | 9,76               | 11,97              | 13,80              | 9,76               | 11,97              | 15,84              |
| 22      | Choe Chang-Iae   | Corea del Sud    | 84,02              | 11,52              | 14,49              | 12,35              | 8,40               | 10,24              | 9,60               | 17,42              |
| 23      | Franco Cagnotto  | Italia           | 83,23              | 10,35              | 6,88               | 11,40              | 10,64              | 11,88              | 15,18              | 16,90              |
| 24      | Thomas Dinsley   | Canada           | 83,22              | 9,92               | 11,59              | 10,64              | 10,08              | 14,95              | 11,16              | 14,88              |
| 25      | William Wood     | Gran Bretagna    | 81,82              | 10,08              | 12,92              | 9,69               | 10,72              | 12,60              | 15,41              | 10,40              |
| 26      | Song Jae-Ung     | Corea del Sud    | 81,72              | 10,80              | 14,72              | 11,78              | 12,16              | 7,36               | 10,08              | 14,82              |
| 27      | Jerry Anderson   | Porto Rico       | 79,54              | 10,44              | 11,97              | 11,59              | 13,80              | 9,44               | 8,00               | 14,30              |
| 28      | Terry Rossiter   | Rhodesia         | 79,23              | 12,98              | 10,64              | 10,08              | 8,68               | 13,57              | 7,68               | 15,60              |
| 29      | Diego Heñao      | Colombia         | 76,91              | 13,64              | 12,35              | 9,88               | 10,24              | 12,20              | 3,52               | 15,08              |
| 30      | Sohan Singh      | India            | 74,18              | 8,80               | 9,12               | 10,62              | 9,00               | 13,57              | 8,67               | 14,40              |
| -       | Carlo Dibiasi    | Italia           | Non ha partecipato | Non ha partecipato | Non ha partecipato | Non ha partecipato | Non ha partecipato | Non ha partecipato | Non ha partecipato | Non ha partecipato |
| -       | Göran Lundqvist  | Svezia           | Non ha partecipato | Non ha partecipato | Non ha partecipato | Non ha partecipato | Non ha partecipato | Non ha partecipato | Non ha partecipato | Non ha partecipato |

### Finale
| Pos.    | Atleta           | Nazione          | Prelim. | Tuffi | Tuffi | Tuffi | Finale | Totale |
| Pos.    | Atleta           | 1º               | Prelim. | 2º    | 3º    |       | Finale | Totale |
| ------- | ---------------- | ---------------- | ------- | ----- | ----- | ----- | ------ | ------ |
| Oro     | Robert Webster   | Stati Uniti      | 93,18   | 18,20 | 18,72 | 18,48 | 55,40  | 148,58 |
| Argento | Klaus Dibiasi    | Italia           | 97,62   | 16,56 | 15,60 | 17,76 | 49,92  | 147,54 |
| Bronzo  | Tom Gompf        | Stati Uniti      | 92,79   | 19,44 | 15,36 | 18,98 | 53,78  | 146,57 |
| 4       | Roberto Madrigal | Messico          | 93,82   | 17,28 | 16,79 | 16,38 | 50,45  | 144,27 |
| 5       | Viktor Palagin   | Unione Sovietica | 94,77   | 16,32 | 16,12 | 16,56 | 49,00  | 143,77 |
| 6       | Brian Phelps     | Gran Bretagna    | 93,85   | 16,33 | 15,84 | 17,16 | 49,33  | 143,18 |
| 7       | Rolf Sperling    | Germania         | 92,24   | 16,10 | 17,52 | 16,38 | 50,00  | 142,24 |
| 8       | Toshio Otsubo    | Giappone         | 94,32   | 15,60 | 12,42 | 19,71 | 47,73  | 142,05 |